# Томас, Алисса
Алисса Томас (англ. Alyssa Thomas; род. 12 апреля 1992 года в Гаррисберге, Пенсильвания, США) — американская профессиональная баскетболистка, которая выступает в женской национальной баскетбольной ассоциации за клуб «Финикс Меркури». Она была выбрана на драфте ВНБА 2014 года в первом раунде под общим четвёртым номером командой «Нью-Йорк Либерти». Играет на позиции тяжёлого форварда.

## Ранние годы
Алисса родилась 12 апреля 1992 года в городе Гаррисберг (штат Пенсильвания) в семье Бобби и Тины Томас, у неё есть младшие брат, Девин, и сестра, Алексия, училась там же в средней школе Централ Дофин, в которой выступала за местную баскетбольную команду.